# دان غليسون
دان غليسون (بالإنجليزية: Dan Gleeson)‏ (17 فبراير 1985 بكامبريدج في المملكة المتحدة - ) هو لاعب كرة قدم بريطاني في مركز الدفاع. شارك مع منتخب إنجلترا لكرة القدم C ‏. أما مع النوادي، فقد لعب مع كامبريدج يونايتد ونادي لوتون تاون ونوتس كاونتي ولوستوفت تاون ‏ وويلينج يونايتد.

## وصلات خارجية
- دان غليسون على موقع قاعدة بيانات كرة القدم.إي يو (الإنجليزية)
- دان غليسون على موقع Soccerbase.com (لاعب) (الإنجليزية)